# Cassie Bernall
Cassie René Bernall (6 de noviembre de 1981 - 20 de abril de 1999) fue una estudiante estadounidense asesinada en la masacre de la Escuela Secundaria de Columbine, a la edad de 17 años.

## Primeros años
Cassie era hija de Misty y Brad Bernall. Junto a su hermano Chris, creció en un ambiente familiar cristiano. Según sus padres, fue muy rebelde durante la primera etapa de su adolescencia, consumiendo drogas y alcohol. Sus padres declararon que llegado a un punto Cassie llegó a intentar suicidarse. Su madre encontró cartas en su dormitorio en las que Cassie relataba los pensamientos homicidas que tenía contra sus padres, así que ellos decidieron mandarla a un nuevo colegio, la Escuela Secundaria de Columbine, por comenzar de nuevo. Un año y medio antes de su muerte, Cassie había decidido volver a acudir a la iglesia y restaurar su fe cristiana. Su padre Brad comentó: "Cuando retomó la rutina de ir a la iglesia, se convirtió en una persona completamente diferente. Habíamos recuperado a nuestra hija."

## Masacre y legado
Los informes iniciales sugieren que uno de los asesinos, Eric Harris o Dylan Klebold, le preguntó a Bernall si creía en Dios momentos antes de dispararle fatalmente. Se dice que contestó “sí”. Esta historia llevó a que Bernall fuese representada como una mártir por algunos cristianos, y sirvió de inspiración para varias canciones, incluyendo "This is Your Time", de Michael W. Smith, y "Cassie", de Flyleaf. En los meses siguientes a la muerte de Bernall, su madre, Misty Bernall, escribió el libro “Ella dijo sí: El insólito martirio de Cassie Bernall” (ISBN 0-7434-0052-6). En este libro, Misty Bernall habla de la turbulenta vida adolescente de su hija, su espiritualidad y presunto martirio.
La investigación oficial de los tiroteos concluyó que Bernall no tuvo dicho intercambio de palabras. Valeen Schnurr, una de los supervivientes de la masacre de Columbine, dijo en una entrevista con Stories for a Teen’s Heart, de Janna L. Graber, que la pregunta “¿Crees en Dios?” estaba dirigida a ella, y que ella contestó de forma afirmativa. El testigo Craig Scott, hermano de Rachel Scott, una chica que también fue asesinada en la masacre, en un principio informó que él oyó la voz de Bernall. Cuando los investigadores lo llevaron de nuevo a la escena, él indicó que la voz no había procedido del área donde había sido encontrada Bernall. Emily Wyant, quien había estado sentada con Bernall en la biblioteca cuando los disparos comenzaron, afirmó que el diálogo no tuvo lugar. Wyant indicó que ella y Bernall estaban estudiando juntas cuando los pistoleros entraron. De acuerdo con su versión, Bernall exclamó, “¡Querido Dios, querido Dios! ¿Por qué está sucediendo esto? Yo sólo quiero irme a casa”. Wyant describió como Eric Harris de repente golpeó su mano contra la mesa y gritó "Peek-a-boo!" (palabras que se dicen en inglés cuando se juega con un niño pequeño al ¿Quién soy?) antes de disparar fatalmente a Cassie Bernall.